# Patchpanel

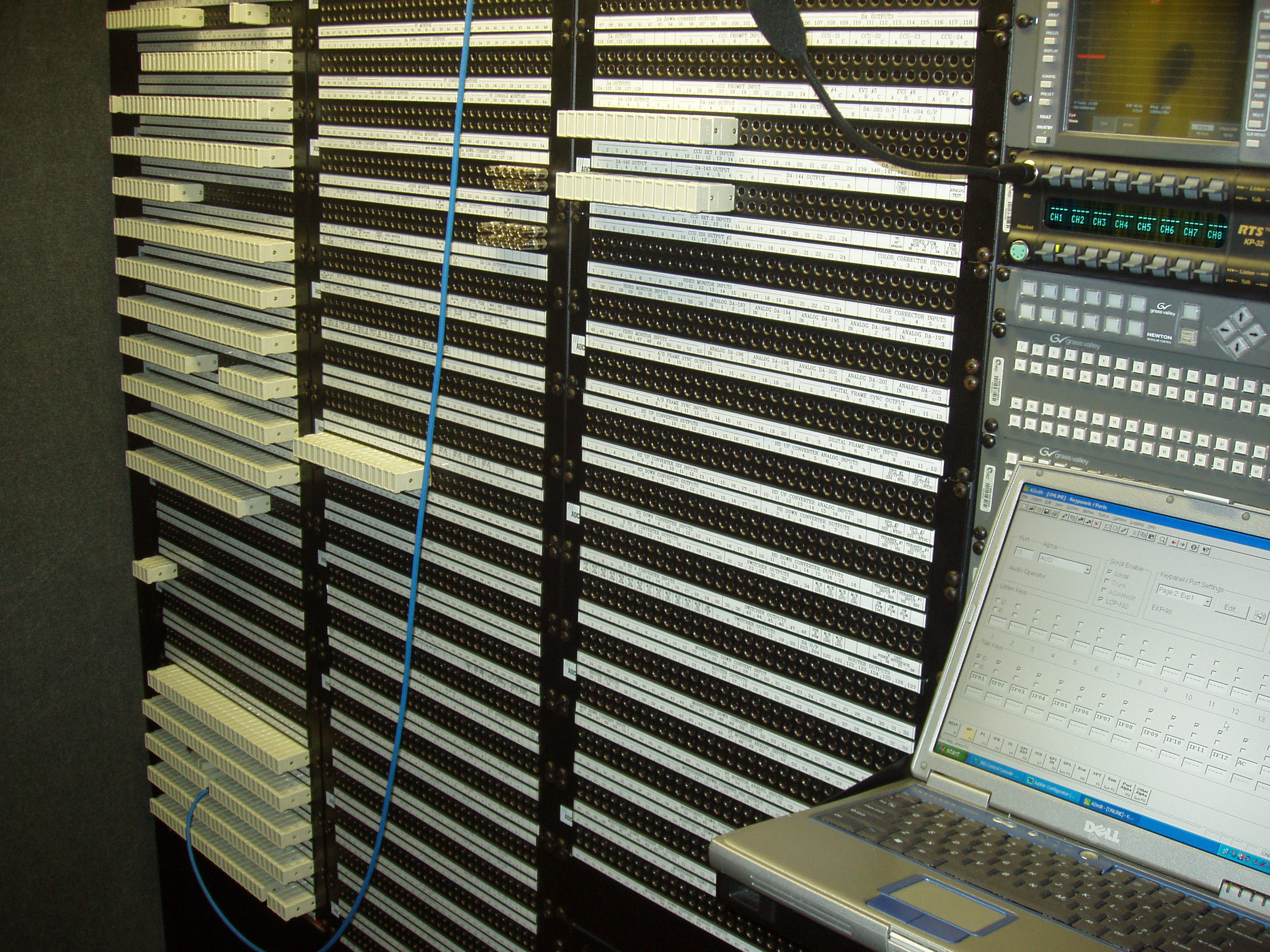
Een patchpanel

Een patchpanel is een paneel met een groot aantal aansluitbussen, waarop met patchkabels tijdelijke of permanente verbindingen kunnen worden gemaakt.
Een vroege uitvoering van een patchpanel treft men aan in een handbediende telefooncentrale. Een telefoniste maakt daarop een verbinding tussen twee abonnees die met elkaar willen spreken. Deze verbinding bestaat alleen gedurende de duur van het telefoongesprek.
Modern gebruik voorziet in specifieke afmetingen die passen in een 19 inchrek.

## Gebruik

### Gegevensnetwerken

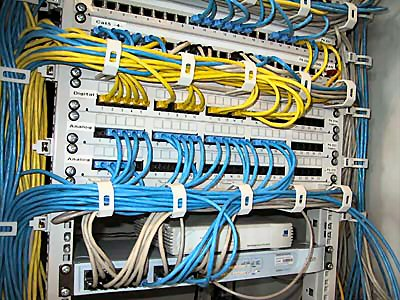
Patchpanelen in een patchkast

In moderne kantoorgebouwen bevindt zich een patchkast met panelen voor het maken van telefoon- en netwerkverbindingen. In elke werkruimte bevinden zich een aantal contactdozen voor RJ-45-stekkers. Deze zijn verbonden met de contactdozen op het centrale patchpanel. De aansluitingen van de huistelefooncentrale en het internet eindigen ook op het patchpanel. Bij het patchpanel horen een groot aantal RJ-45-kabels met verschillende lengtes. Wil men ergens een telefoon of computer aansluiten en verbinden met apparatuur elders in het gebouw, dan hoeft men enkel de bijbehorende contactdoos op het patchpanel te verbinden met een switch (die meestal dichtbij is opgesteld) of met een andere contactdoos op het patchpanel. 
De kabels die gebruikt worden tussen twee contactdozen verschillen meestal van de kabels die gebruikt worden tussen twee RJ45-stekkers. Ze zijn zwaarder, stugger, en hebben massieve metalen (meestal koperen) geleiders. Bij stekkerkabels bestaan de geleiders meestal uit gevlochten dunne draadjes. Dit heeft consequenties voor de manier waarop de geleiders bevestigd kunnen worden: de massieve geleiders passen niet in een stekker, en de gevlochten geleiders zijn moeilijk met een contactdoos te verbinden. Dit verklaart mede waarom de kabels die uit de werkruimten komen niet rechtstreeks met de switch verbonden worden, maar via een patchpanel.
access points voor Wi-Fi kunnen eveneens samen in de patchkast komen, en vormen zo een onderdeel van de netwerkinfrastructuur.

### Andere signaaltypen
In een geluidsstudio wordt ook gebruikgemaakt van patchpanels om apparaten met elkaar te verbinden.
Voor vrijwel elke soort signaaltype is schakelapparatuur beschikbaar voor patchpanels. Enkele voorbeelden zijn analoge en digitale video en audio, maar ook RF (kabel tv), MIDI, telefoon, netwerk en elektrisch.